# Bogdan Herink
Bogdan Herink (ur. 29 listopada 1952 w Bytomiu, zm. 10 stycznia 1998 w Zakopanem) – polski kierowca rajdowy, wicemistrz Polski w klasyfikacji generalnej i mistrz Polski w kategorii F-2 z 1994 roku, zwycięzca trzech rajdów w RSMP. W środowisku rajdowym zwany „Harnaś”. Pochodził z rodziny inżyniera elektryka Władysława Karola Herinka, Prezesa Oddziału Zagłębia Węglowego Stowarzyszenia Elektryków Polskich oraz przewodniczącego Kolegium Sekcji Przemysłowej , sekretarza Polskiej Akademickiej Korporacji "Audacja". Utalentowany artystycznie. Był synem Wandy Rzegocińskiej-Herink, autorki obrazu patronki kolejarzy św. Katarzyny z kościoła Miłosierdzia Bożego w Zakopanem na Chramcówkach, narciarki Hufca Zakopane, członkini Tatrzańskiego Towarzystwa Artystycznego i pielęgniarki dyplomowanej z przychodni PKP w Zakopanem oraz wnukiem płk Bolesława Rzegocińskiego - wybitnego chirurga, uczestnika I wojny światowej, zasłużonego dla Krakowa rajcy miejskiego i króla kurkowego. Jego wujem był natomiast Witold Rzegociński, uznany artysta malarz - uczeń Mehoffera i Wyczółkowskiego.

## Kariera sportowa
Zanim Bogdan Herink zajął się rajdami, z powodzeniem uprawiał narciarstwo alpejskie. W rajdach zadebiutował stosunkowo późno, bo w 1985 roku (maił wówczas 33 lata). W 1986 roku zdobył mistrzostwo Polski w grupie A w Wyścigach Górskich i Wicemistrzostwo Polski w RSMP w kl. A-14. Dwa lata później został Wicemistrzem Polski w grupie B.
W sezonie 1988 startował FSO 1500 w grupie A, zdobywając tytuł mistrza polski w Wyścigach Górskich i wicemistrza w klasie A 14 RSMP. W 1989 roku zaczął startować za kierownicą Renaulta 11 Turbo. Tym samochodem zdobył mistrzostwo Polski w grupie A, a samochodem tym startował aż do końca sezonu 1992.
Od Rajdu Krakowskiego w sezonie 1993 zaczął startować za kierownicą Renaulta Clio 16S w zespole Renault Polska. Równa jazda pozwoliła zakopiańczykowi ukończyć sezon na 2. miejscu w F-2 (przegrał jedynie z Waldemarem Doskoczem).
W 1994 roku zespół Renault zatrudnił obok Herinka także Doskocza oraz Roberta Kępkę. „Mrówa” i „Harnaś” mieli samochody grupy A, jednak Doskocz otrzymał Clio 16S używane w poprzednim sezonie przez Herinka, zaś zakopiańczyk otrzymał nowe Clio Williams. Od początku sezonu „Harnaś” był właściwie nie do zatrzymania. W F-2 nawet Andrzej Koper, który włączył się do walki w połowie sezonu na identycznym samochodzie, nie był w stanie nawiązać równorzędnej walki. Herink wygrał w klasyfikacji RSMP dwa rajdy (Rajd Polski, Rajd Dolnośląski), zdobył tytuł mistrza Polski w F-2, a w klasyfikacji generalnej mistrzostw Polski uległ jedynie Pawłowi Przybylskiemu.
Na sezon 1995 Renault Elf Polska zakupił dla Herinka Renaulta Clio Maxi. Sezon jednak zaczął się bardzo pechowo dla „Harnasia” – na Rajdzie Krakowskim miał wypadek, po którym samochód odbudowano dopiero na Elmot. Rozbił także samochód Roberta Kępki, którym wystartował w Rajdzie Kormoran. Rajd Elmot także nie przyniósł punktów Herinkowi – już na pierwszej próbie awarii w Clio Maxi uległa skrzynia biegów. Pierwsze punkty zdobył dopiero na Rajdzie Polski. Rywalizację ukończył na 9. miejscu w rajdzie, 3. w RSMP i 1. w F-2. W Rajdzie Karkonoskim odniósł ostatnie zwycięstwo w całym rajdzie. W Rajdzie Gemer zajął 4. miejsce i 2. w RSMP. Z powodu uszkodzenia silnika nie ukończyli Rajdu Wisły. Pomimo największej liczby wygranych Odcinków Specjalnych w klasie, na koniec sezonu musiał uznać wyższość bardziej regularnego Waldemara Doskocza.

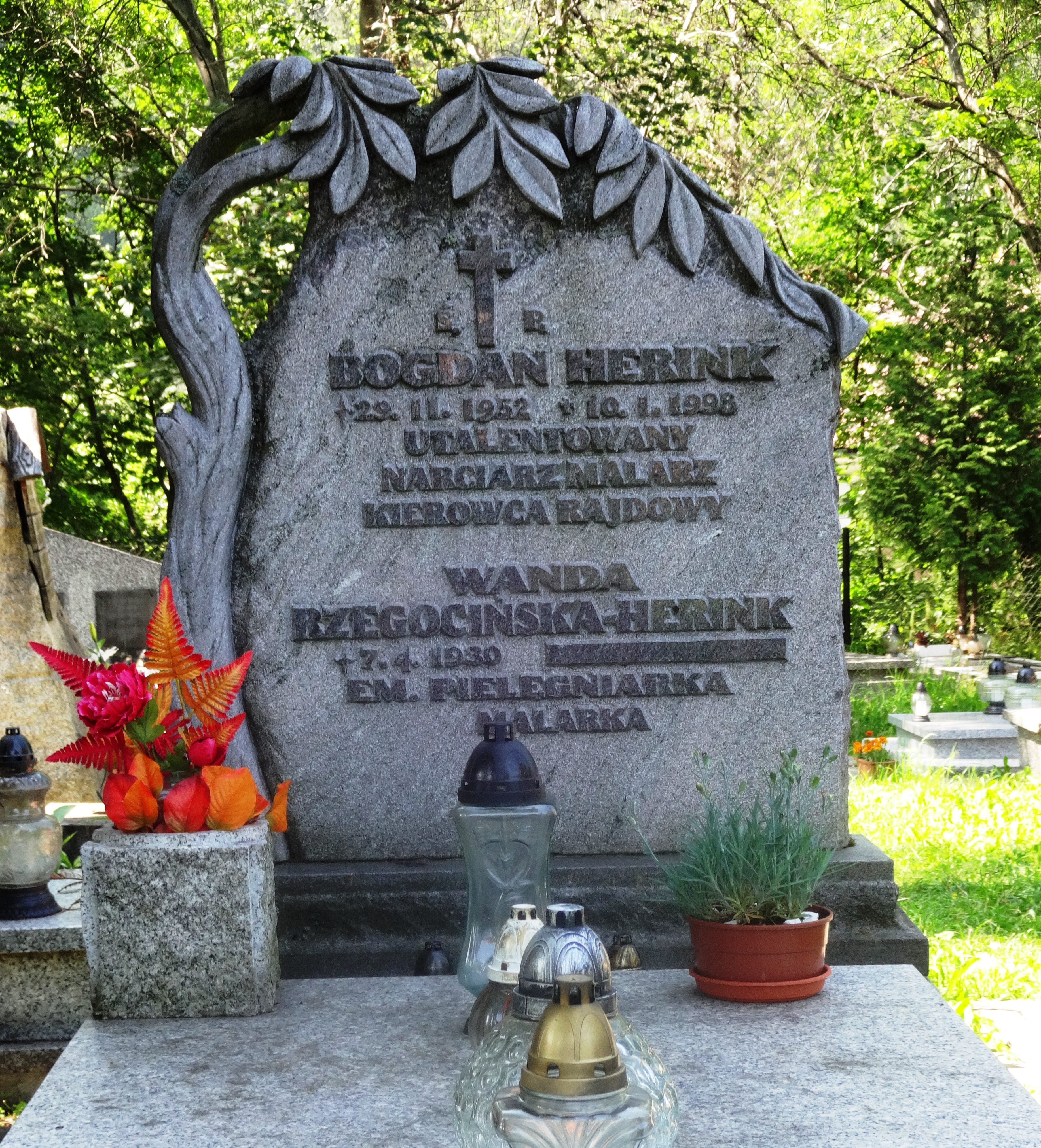
Grób Bogdana Herinka na Nowym Cmentarzu w Zakopanem

Sezon 1996 rozpoczął od 7. miejsca w Rajdzie Zimowym. Z Rajdu Krakowskiego wycofał się z powodu awarii układu hamulcowego. Po rezygnacji swojej pilotki, Barbary Stępkowskiej. Z nowym pilotem – Januszem Bronikowskim – zajął 3. miejsce w Rajdzie Elmot, wygrywając w swojej kategorii. Awaria silnika wykluczyła Herinka z Rajdu Polski. Po tym rajdzie niespodziewanie zakończył karierę.

## Śmierć
Bogdan Herink zmarł 10 stycznia 1998 roku. Przyczyną zgonu był zawał serca. Herink spoczywa na Nowym Cmentarzu w Zakopanem (kw. N7-1-12).

## Piloci
Bogdan Herink najwięcej rajdów przejechał ze swoją życiową partnerką, Barbarą Stępkowską. Oprócz niej na prawym fotelu zasiadali m.in. Tomasz Szostak i Janusz Bronikowski.